# Monchenkocyclops biarticulataus
Monchenkocyclops biarticulataus is een eenoogkreeftjessoort uit de familie van de Cyclopidae. De wetenschappelijke naam van de soort is voor het eerst geldig gepubliceerd in 1972 door Monchenko.